# Bielski Syjon

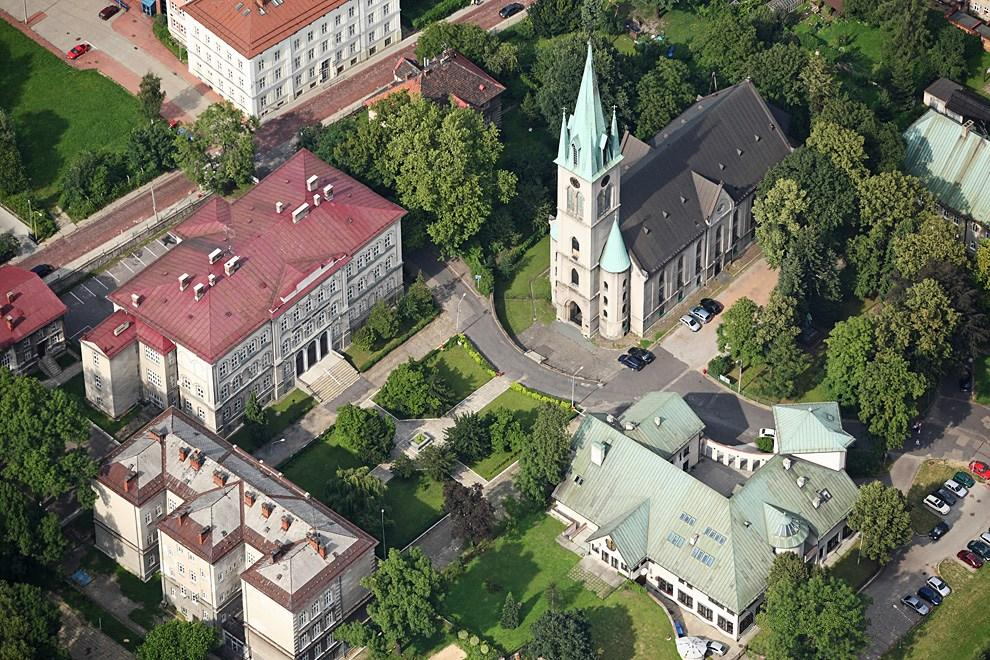
Widok na plac Lutra z lotu ptaka

Bielski Syjon (niem. Bielitzer Zion) – obszar w Bielsku-Białej położony na pograniczu historycznego Dolnego i Górnego Przedmieścia, w którym skoncentrowane są liczne obiekty związane ze społecznością ewangelicką miasta. Centralny punkt stanowi plac Marcina Lutra. 

## Historia
Początki dzielnicy związane są z wydaniem przez cesarza Józefa II w dniu 13 października 1781 patentu tolerancyjnego, na mocy którego m.in. przyznano luteranom swobodę praktykowania religii i umożliwiono budowę świątyń w miejscach, gdzie mieszkało co najmniej sto rodzin takiego wyznania. Już w styczniu 1782 utworzona została gmina ewangelicka w Bielsku obejmująca miasto oraz kilkanaście okolicznych wsi. Powstała przez wydzielenie z parafii cieszyńskiej skupionej wokół istniejącego od 1709 kościoła łaski. Według spisu członków z 1791 liczyła 1454 rodziny (6195 osób), z tego 820 rodzin (3110 osób) w samym Bielsku wraz z przedmieściami oraz 634 rodziny (3085 osób) na wsiach. Ewangelicy stanowili wówczas około połowę mieszkańców rzeczonego obszaru.

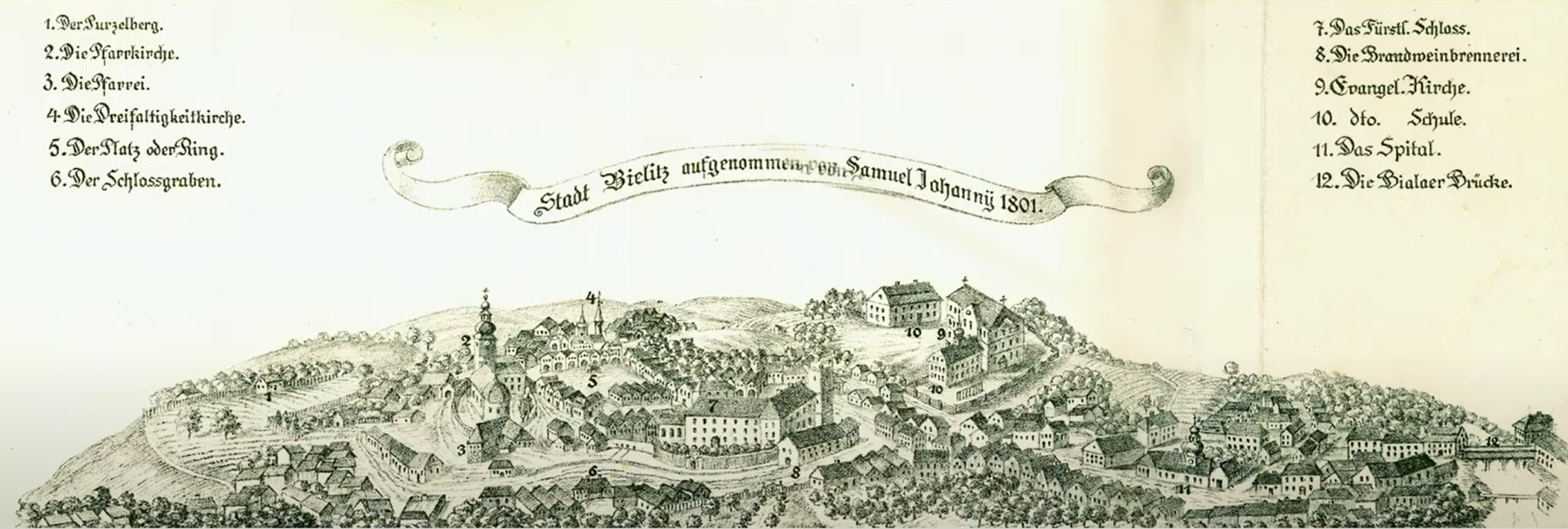
Drzeworyt przedstawiający widok Bielska w 1801: numerem 9 oznaczony kościół, a numerem 10 stara i nowa szkoła ewangelicka

19 marca 1782 odbyło się pierwsze nabożeństwo, podczas którego superintendent morawsko-śląsko-galicyjski Jan Traugott Bartelmus użył określenia „bielski Syjon”, które na stałe przylgnęło potem jako określenie części miasta położonej dokładnie na pograniczu Dolnego i Górnego Przedmieścia, w której skupiły się budynki związane z działalnością gminy. Jako pierwszy powstał w latach 1782–1783 budynek szkoły. W 1787 przystąpiono do budowy murowanego kościoła, który po ukończeniu trzy lata później zastąpił prowizoryczną drewnianą konstrukcję. W latach 1792–1794 powstał drugi budynek szkolny, tzw. nowa szkoła. Budynki te zostały zniszczone w wielkim pożarze miasta w 1808, ale wkrótce odbudowane. W 1833 w obrębie Bielskiego Syjonu wyznaczono teren pod cmentarz ewangelicki, co zakończyło dwuwyznaniowe użytkowanie nekropolii przy kościele św. Trójcy. Służył do czasu powstania nowego cmentarza w 1911.

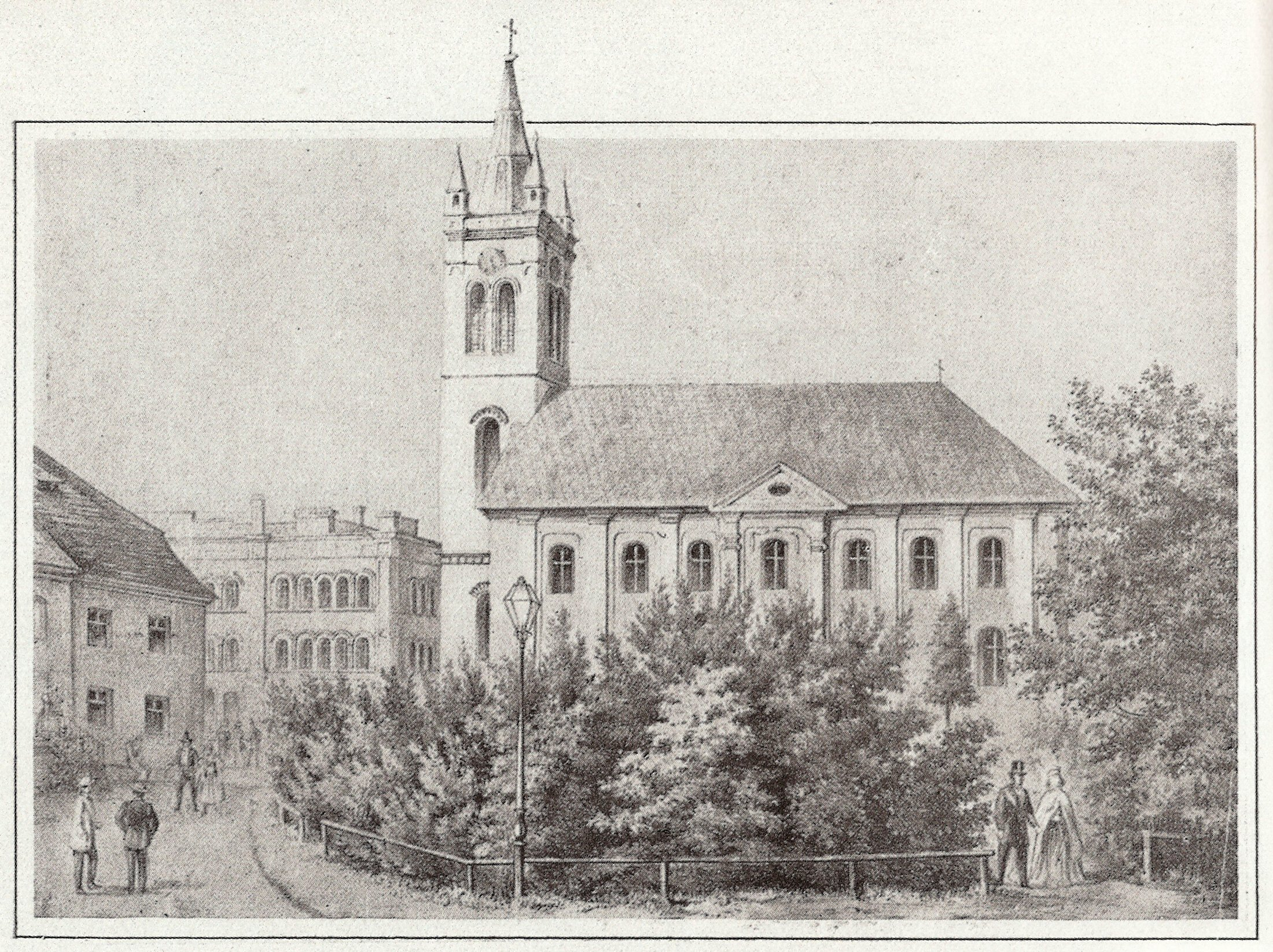
Widok Bielskiego Syjonu pomiędzy 1867 (widoczny w głębi gmach seminarium) a 1881 (kościół przed przebudową ferstelowską)

Dalsza rozbudowa Bielskiego Syjonu nastąpiła w drugiej połowie XIX wieku. Po tym, jak w 1849 jeszcze bardziej poszerzono prawa ewangelików i zezwolono im na wznoszenie świątyń bez żadnych ograniczeń (wcześniej nie mogły swoją formą przypominać katolickich), dobudowano do kościoła neogotycką wieżę od strony zachodniej. Kolejne duża przebudowy świątyni, również w duchu neogotyckim, miały miejsce w 1881 (autorem projektu był w tym przypadku sławny wiedeński architekt Heinrich von Ferstel) oraz w latach 1895–1896 dodatkowo podwyższono wieżę. Kompleks szkolny został uzupełniony w latach 1863–1866 o gmach Ewangelickiego Seminarium Nauczycielskiego, które – otwarte w grudniu 1867 – było pierwszą i przez kilkanaście lat jedyną tego typu placówką w państwie austriackim, a w 1870 o Alumneum (internat dla studentów seminarium). W 1888 otwarto Dom Kandydatów dla absolwentów teologii ewangelickiej odbywających staże w Bielsku (działał do 1923). W 1897 oddano z kolei do użytku budynek żeńskiej szkoły ludowej i średniej (w 1906 nadbudowany i mieszczący odtąd również żeńskie seminarium nauczycielskie). Następnie w 1905 powstał dom diakonis, a w 1907 sierociniec, w którym pełniły one posługę.

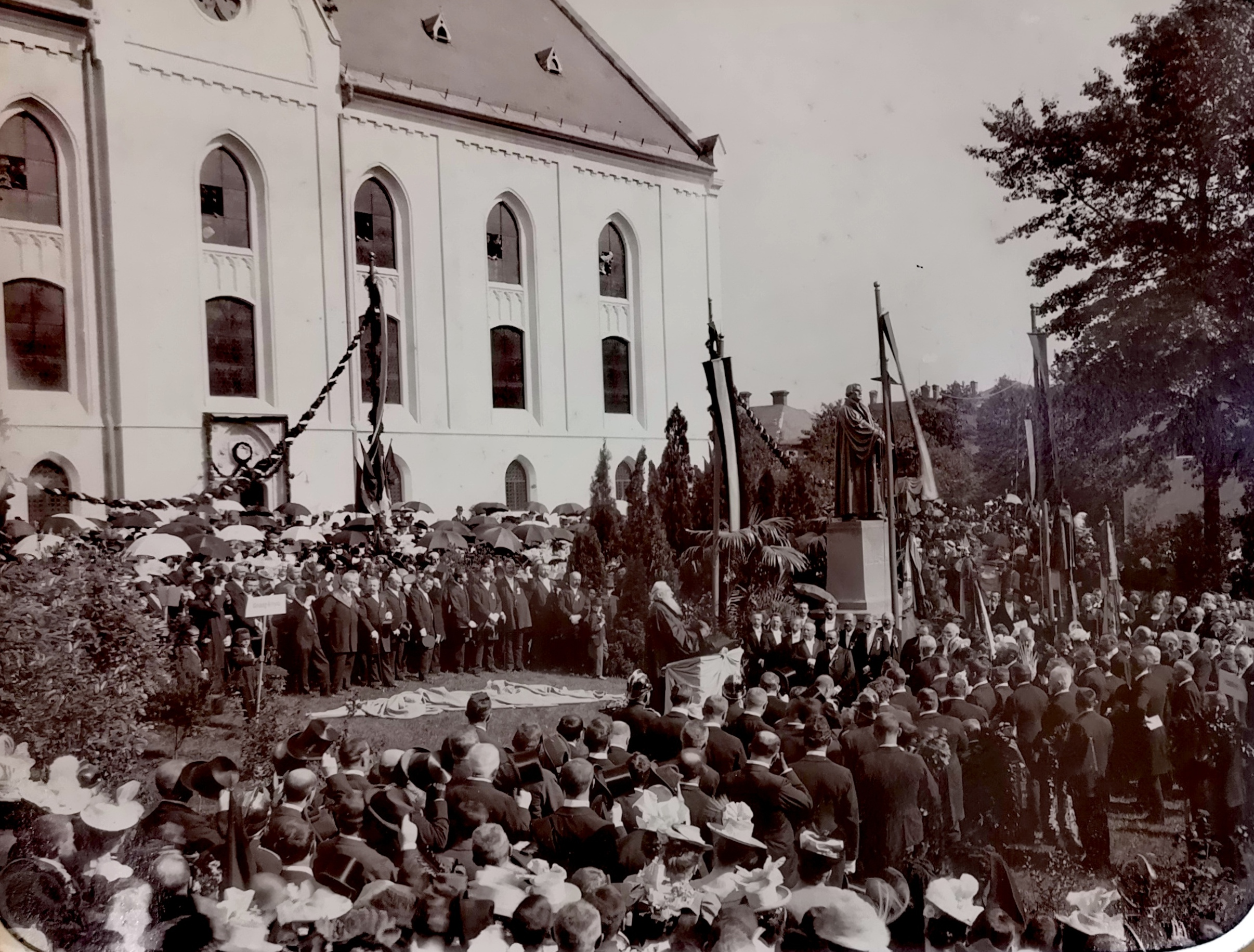
Uroczystość odsłonięcia pomnika Marcina Lutra

8 września 1900 uroczyście odsłonięto na Bielskim Syjonie pomnik Marcina Lutra autorstwa Franza Vogla. Był to jeden z dwóch pomników reformatora w całej monarchii austro-węgierskiej (obok czeskiego miasta Aš), a po włączeniu Bielska w skład państwa polskiego po I wojnie światowej stał się i pozostaje jedynym w Polsce. Drugim monumentem, jaki pojawił się w tej przestrzeni, był Pomnik Wdzięczności i Miłości – fragment grobowca pastora Georga Nowaka z 1818 przeniesiony na plac koło kościoła w 1916. W 1934 z inicjatywy Richarda Ernsta Wagnera ustawiono między kościołem a budynkami szkolnymi tzw. Studnię Pastorów – pomnik upamiętniający początkowo Theodora Haasego, a następnie uzupełniony o napisy przypominające innych zasłużonych pastorów bielskich – Jerzego Trzanowskiego, Lukasa Wenceliusa, Johanna Georga Schmitza i Karla Samuela Schneidera.
Najbardziej wyrazistą zmianą urbanistyczną w drugiej połowie XX wieku była rozbiórka w 1987 tzw. starej szkoły, której historia sięgała samych początków Bielskiego Syjonu. W jej miejscu wzniesiono postmodernistyczny budynek, w którym od 1992 mieści się Wydawnictwo Augustana. Pod tym samym adresem (plac Lutra 3) znajduje się siedziba diecezji cieszyńskiej Kościoła Ewangelicko-Augsburskiego w RP. W 1999 pomiędzy dawnym alumneum a cmentarzem zbudowano nowy obiekt na potrzeby założonej dwa lata wcześniej Wyższej Szkoły Administracji, którą prowadzi związane ze społecznością ewangelicką Towarzystwo Szkolne im. Mikołaja Reja. Towarzystwo to jest również organem prowadzącym inne placówki edukacyjne rozmieszczone w gmachach szkolnych w obrębie dzielnicy – Szkołę Podstawową nr 2 oraz Liceum Ogólnokształcące. Gmach dawnego seminarium ewangelickiego jest wykorzystywany od 2017 wspólnie przez szkołę podstawową oraz jako główna siedziba Wyższej Szkoły Administracji. Tzw. nowa szkoła to plebania (pastorówka) parafii ewangelickiej Bielsko (jednej z trzech w mieście – obok Białej i Starego Bielska), gdzie mieści się również bielski oddział Polskiego Towarzystwa Ewangelickiego. Dawny sierociniec służy współcześnie jako Ewangelicki Dom Opieki „Soar”, niezwiązany z parafią jest już jedynie niegdysiejszy dom diakonis zaadaptowany na siedzibę Prokuratury Rejonowej Bielsko-Biała Północ.

## Obiekty
- Kościół Zbawiciela (1787–1790, przebudowywany 1849–1852, 1881, 1895–1896)
- Pomnik Marcina Lutra (1900)
- Stary Cmentarz Ewangelicki (funkcjonował w latach 1833–1911)
- Studnia Pastorów – pomnik z 1934 upamiętniający zasłużonych pastorów bielskich: Jerzego Trzanowskiego, Lukasa Wenceliusa, Johanna Georga Schmitza, Karla Samuela Schneidera i Theodora Haasego
- Pomnik Wdzięczności i Miłości – fragment grobowca pastora Georga Nowaka z 1818 przeniesiony na plac koło kościoła w 1916
- Pastorówka – dawna „nowa szkoła” (1792–1794), plebania parafii ewangelickiej Bielsko [plac Lutra 12]
- Dawne Ewangelickie Seminarium Nauczycielskie (1863–1866, proj. Emanuel Rost sen.), obecnie siedziba główna Wyższej Szkoły Administracji, część pomieszczeń zajmuje również Szkoła Podstawowa nr 2 [plac Lutra 9]
- Alumneum (1870), dawny internat dla studentów seminarium nauczycielskiego, obecnie Liceum Ogólnokształcące Towarzystwa Szkolnego im. Mikołaja Reja [Frycza-Modrzewskiego 12]
- Dawna żeńska szkoła ludowa i średnia (1897, proj. Moritz Thien; rozbudowa 1906), obecnie Szkoła Podstawowa nr 2 [plac Lutra 7]
- Dawny dom diakonis (1904–1905), obecnie Prokuratura Rejonowa Bielsko-Biała Północ [Listopadowa 31]
- Ewangelicki Dom Opieki „Soar” (1906–1907), dawny sierociniec [Frycza-Modrzewskiego 25]
- Budynek przy placu Lutra 3 (1987–1992), siedziba Wydawnictwa Augustana i zarządu diecezji cieszyńskiej
- Nowy budynek Wyższej Szkoły Administracji (1999) [Frycza-Modrzewskiego 12a]

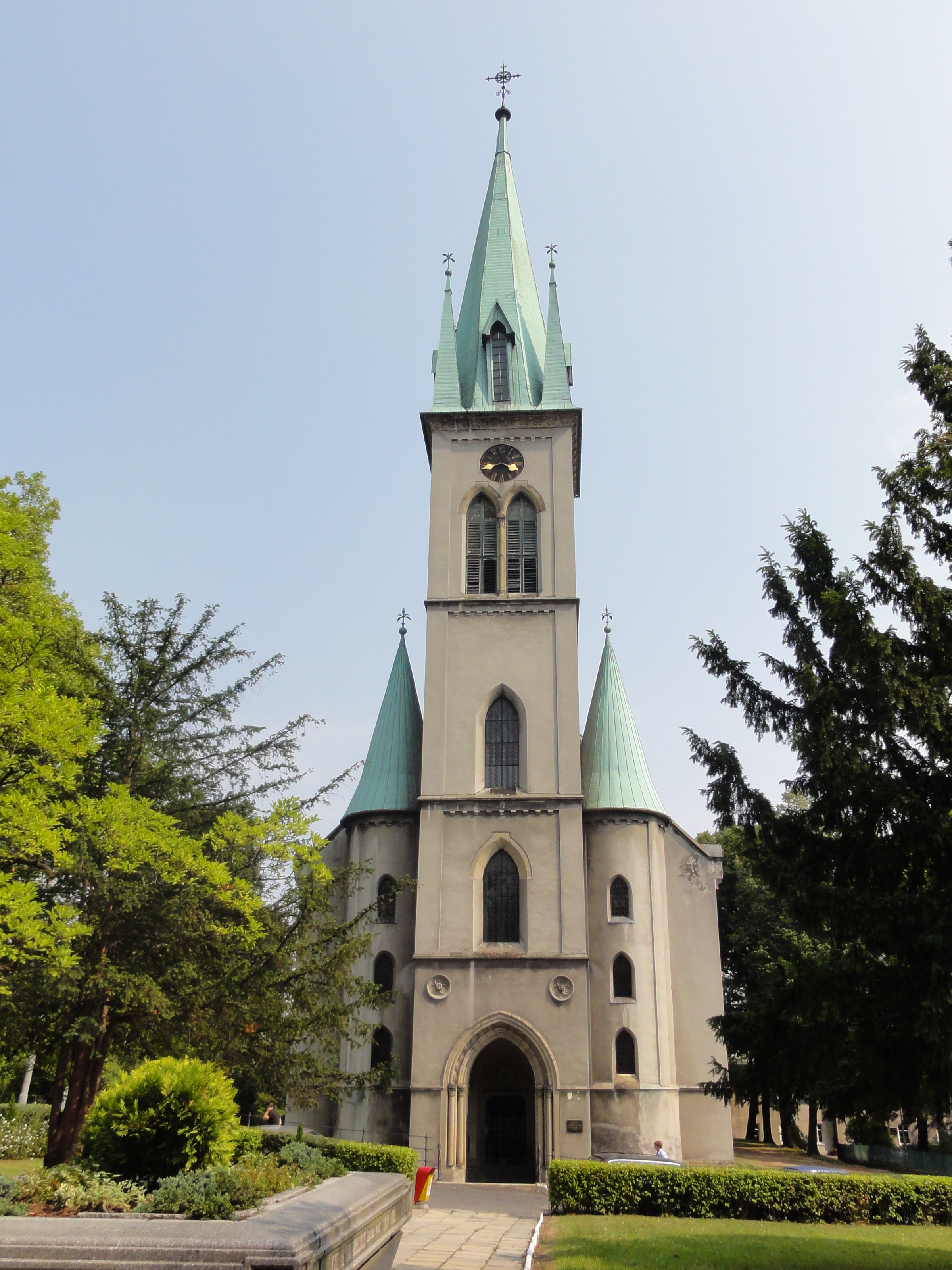
Kościół Zbawiciela
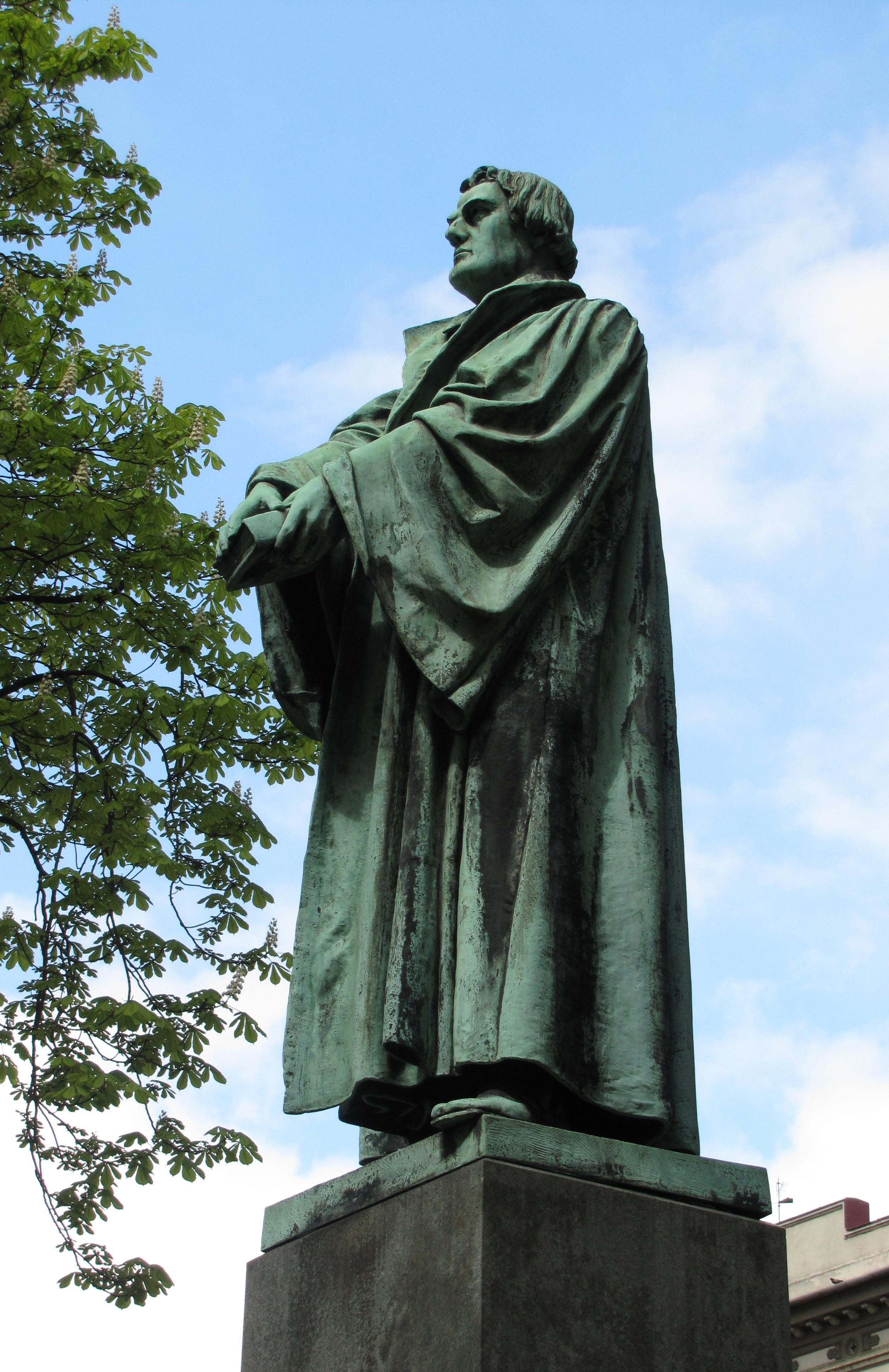
Pomnik Marcina Lutra
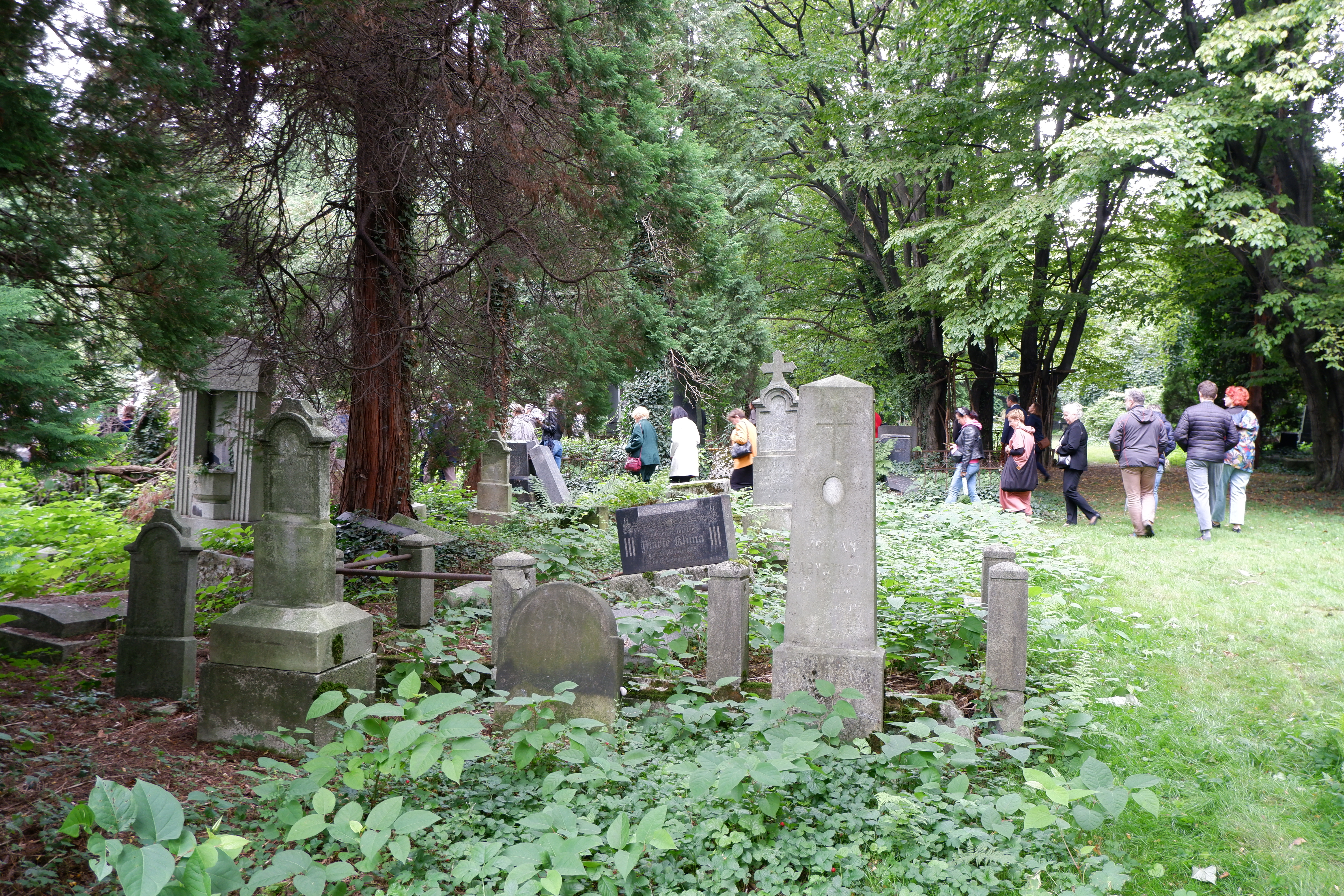
Stary Cmentarz Ewangelicki
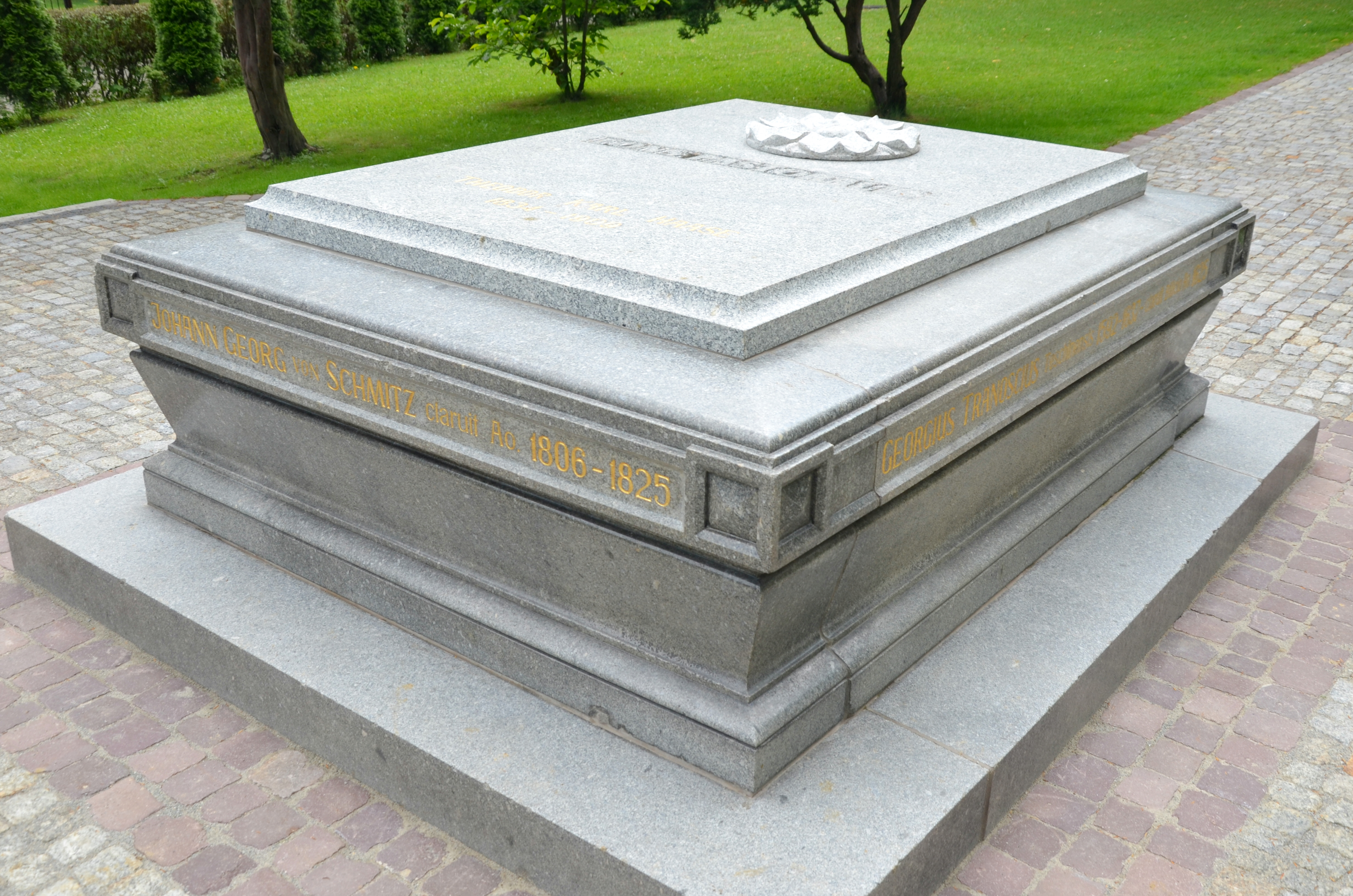
Studnia Pastorów
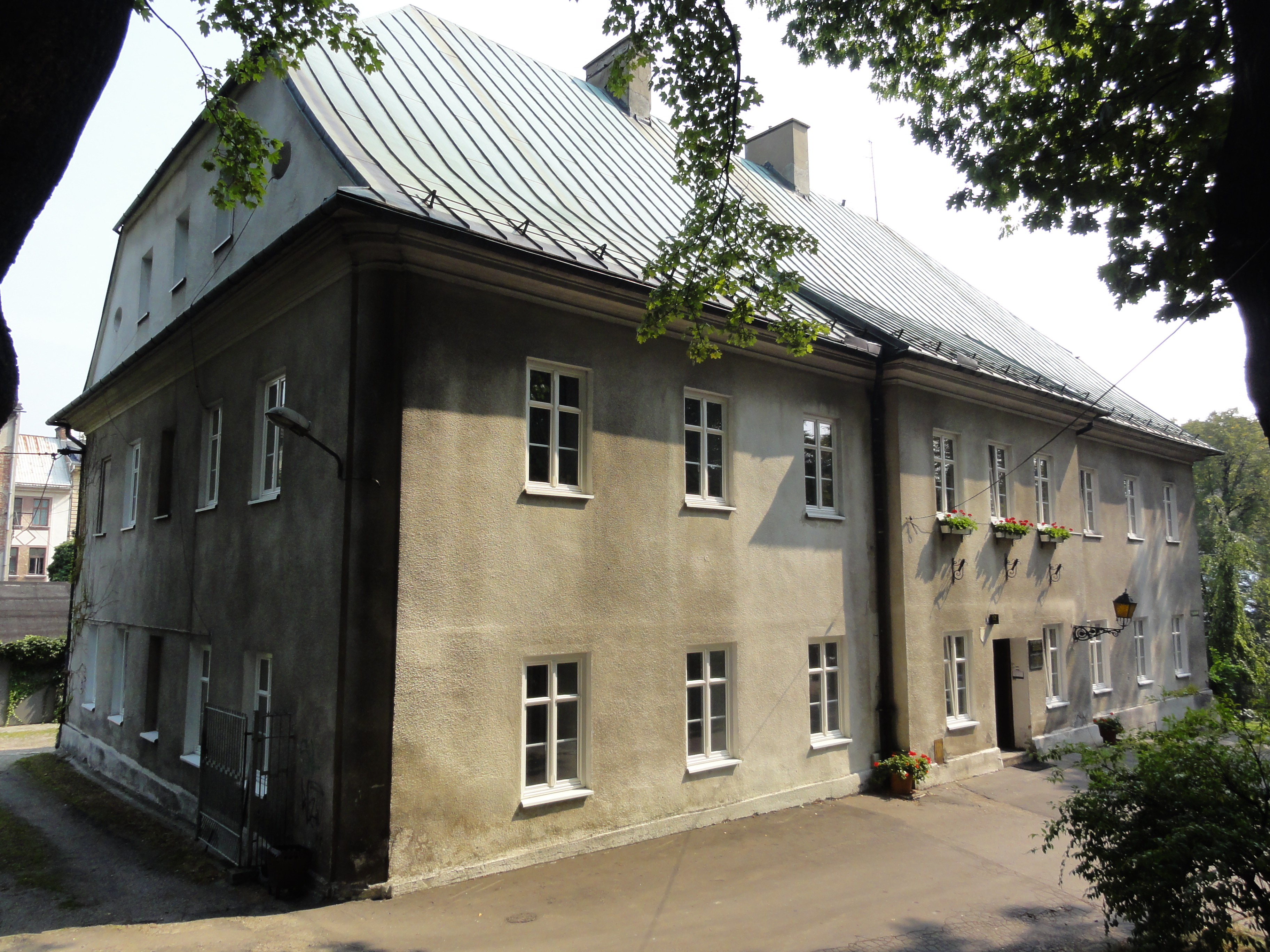
Pastorówka
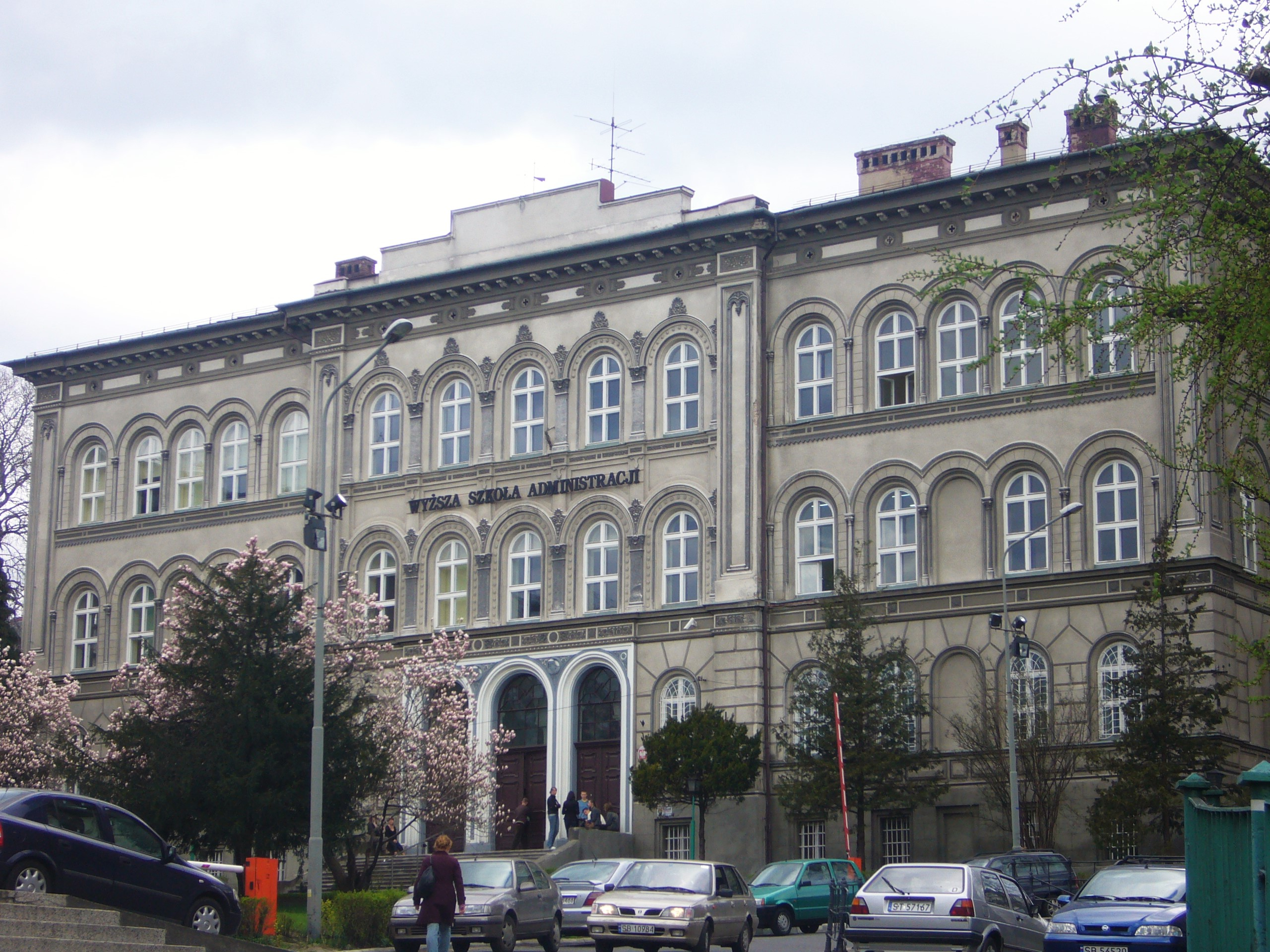
Dawne seminarium nauczycielskie – Wyższa Szkoła Administracji
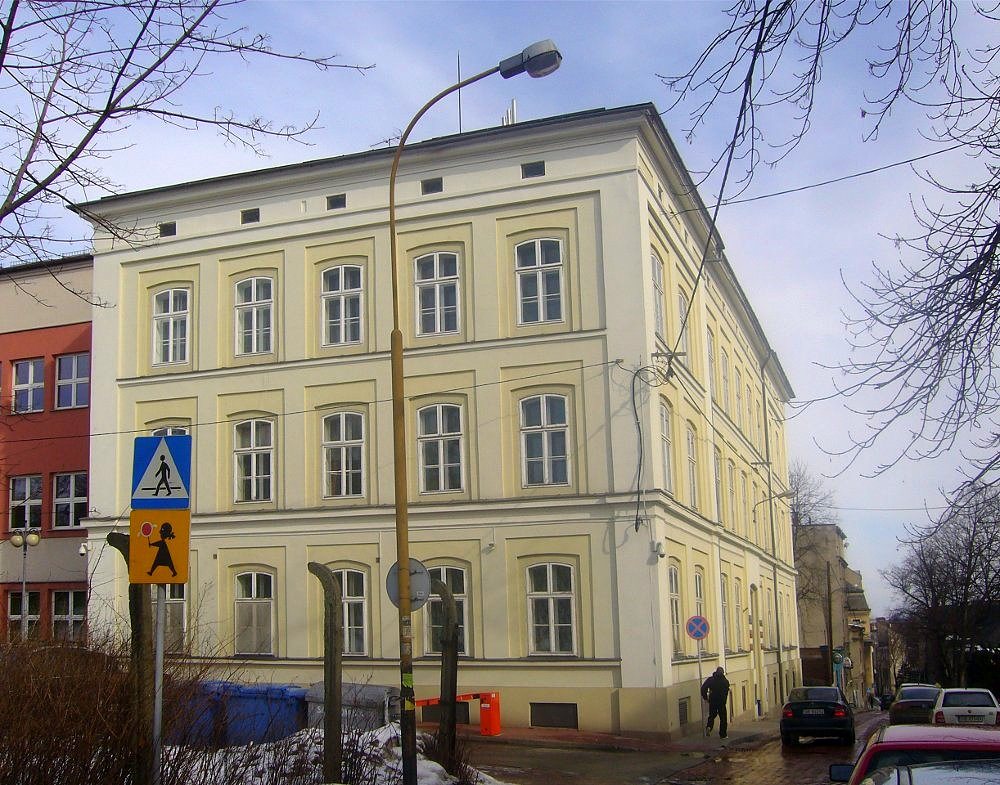
Alumneum – liceum Towarzystwa Szkolnego
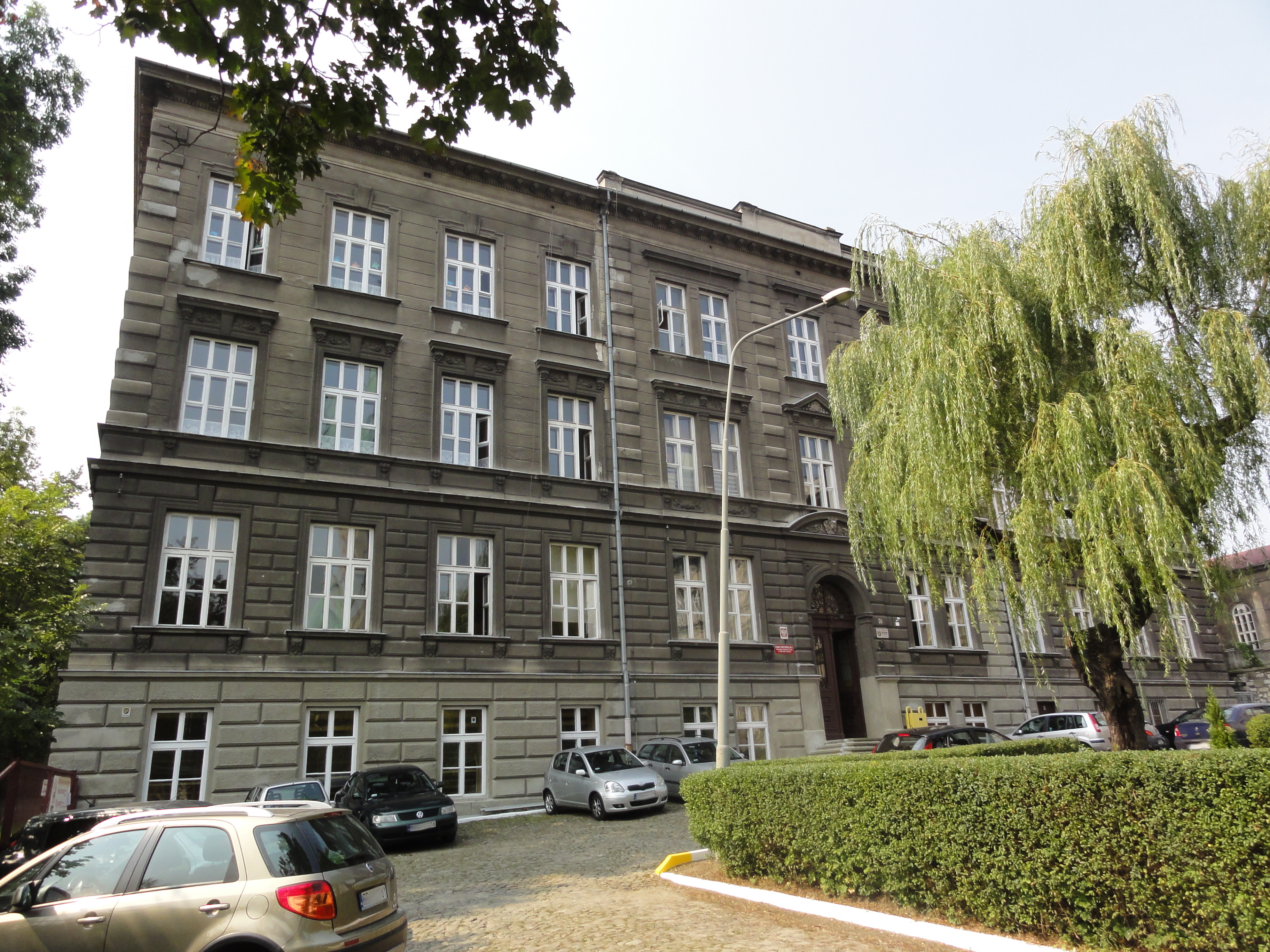
Dawna szkoła żeńska – Szkoła Podstawowa nr 2
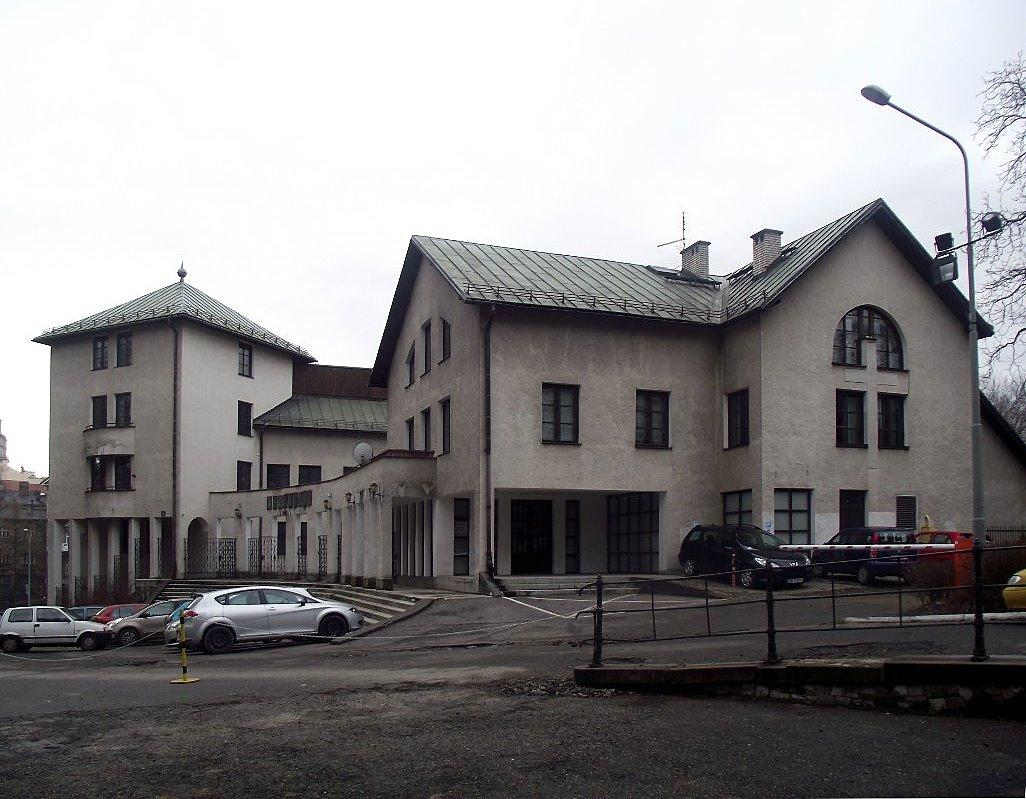
Budynek przy placu Lutra 3 – Augustana
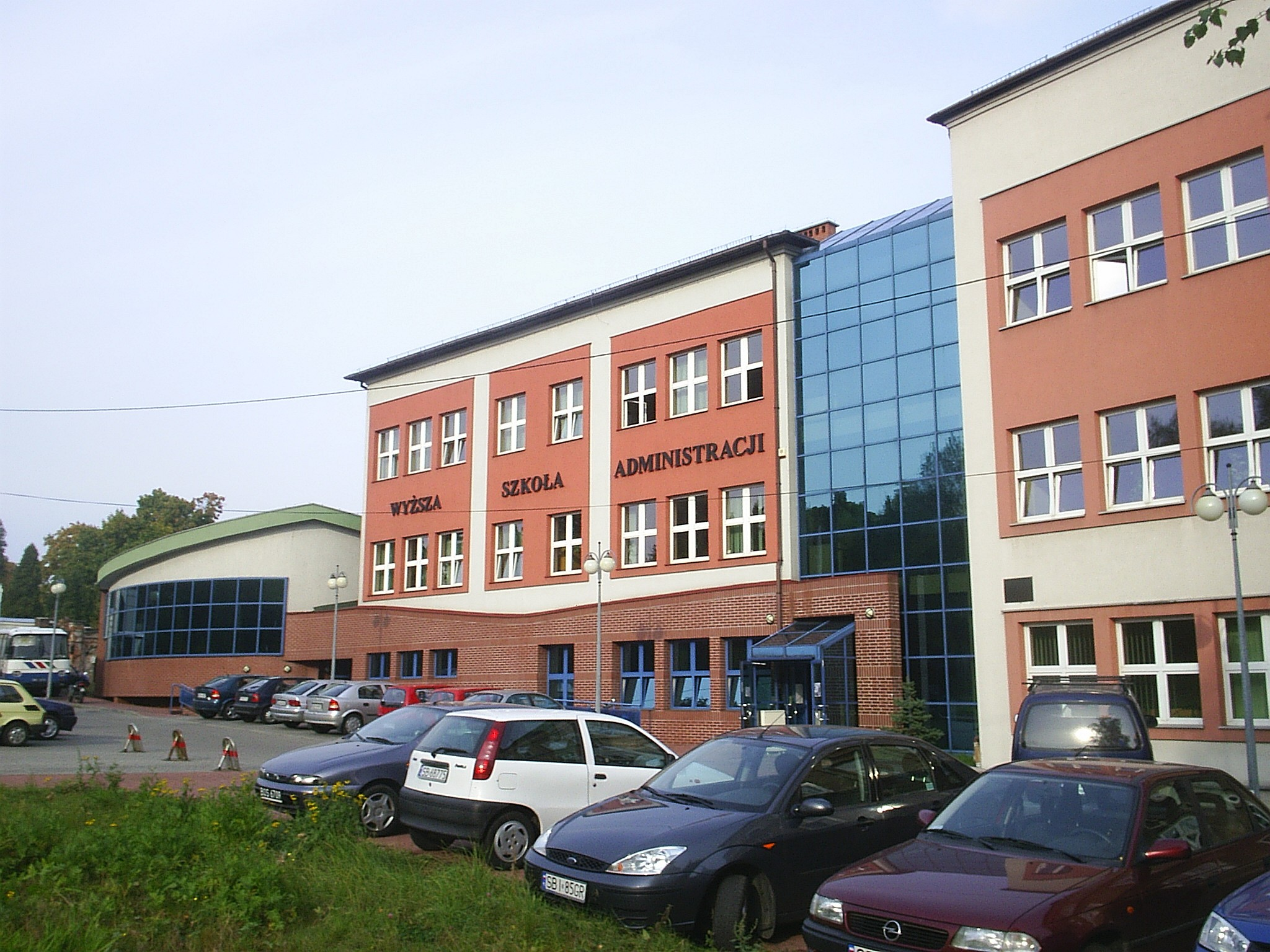
Wyższa Szkoła Administracji – nowy budynek